# علی‌شیر یوسوپوف
علی‌شیر یوسوپوف (انگلیسی: Alisher Yusupov؛ زادهٔ ۲۷ نوامبر ۱۹۹۸) جودوکار اهل ازبکستان است.